# Бирьяни

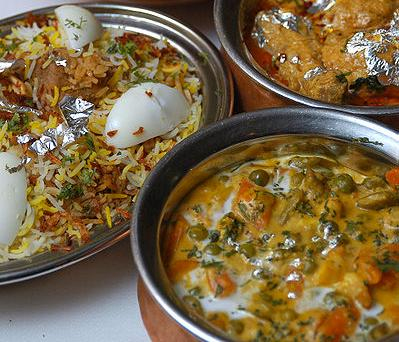
Хайдарабадское бирьяни с другими блюдами индийской кухни

Бирья́ни, или бирияни (урду بریانی‎; хинди बिरयानी) — второе блюдо из риса (обычно сорта басмати) и специй с добавлением мяса, рыбы, яиц или овощей. Специи и соусы, необходимые для приготовления бирьяни, могут включать в себя: топлёное масло, кумин, гвоздику, кардамон, корицу, лавровый лист, кориандр, шафран, мятные травы, имбирь, лук, чеснок. Однако это далеко не завершённый перечень.
В различных вариациях блюдо распространено по всей Южной Азии, а также в арабских странах и среди юго-азиатских сообществ на Западе. По-видимому, оно имеет иранские корни и попало на Индийский субконтинент благодаря иранским торговцам и путешественникам.
Слово «бирьяни» происходит от персидского beryā(n) (перс. بریان‎, жареный).
Бирьяни хорошо сочетается с другими блюдами индийской кухни, такими как: дахи чатни или раита, корма, карри, квашенные баклажаны, креветки.

## Виды бирьяни

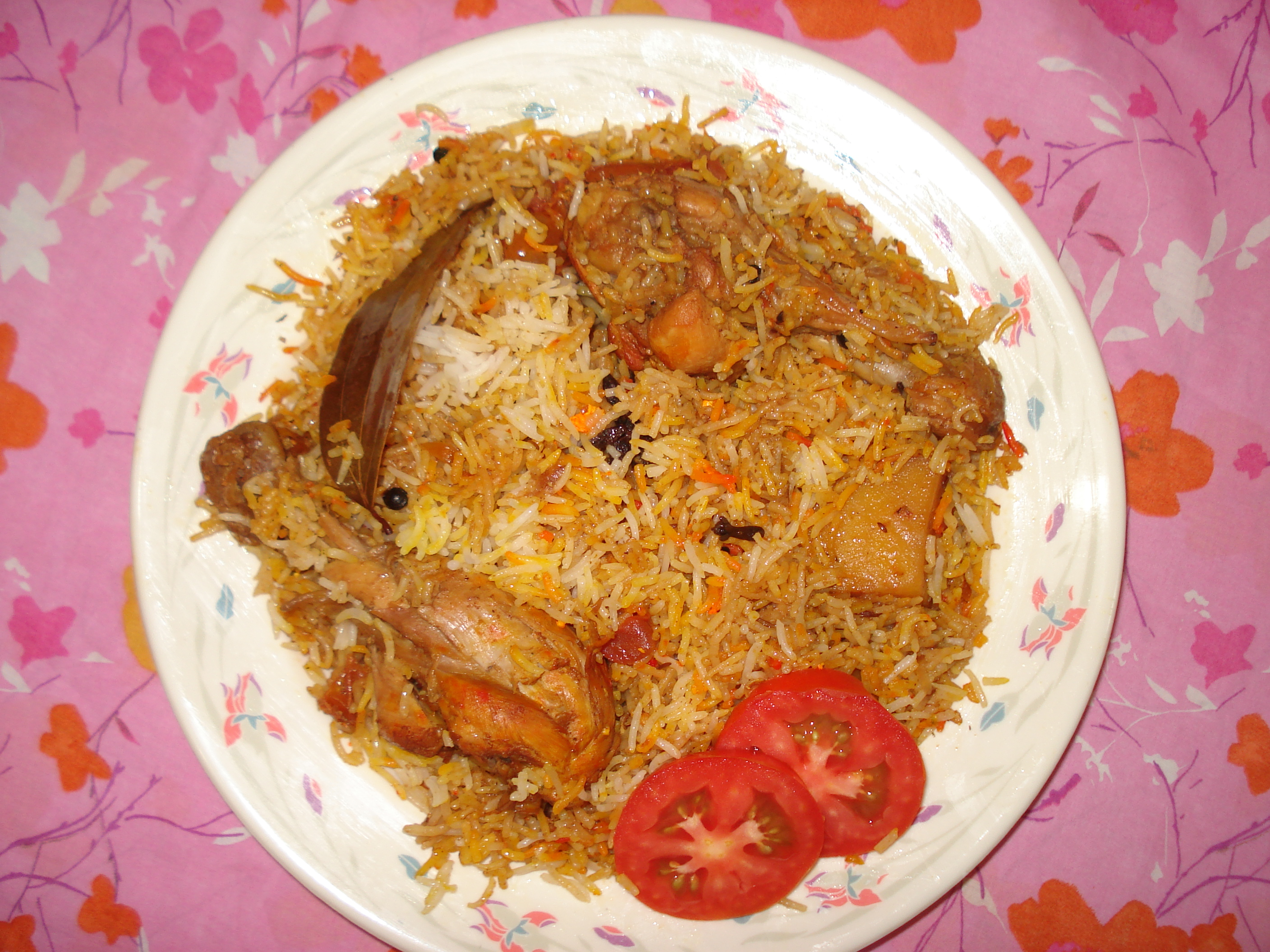
Бомбейское бирьяни

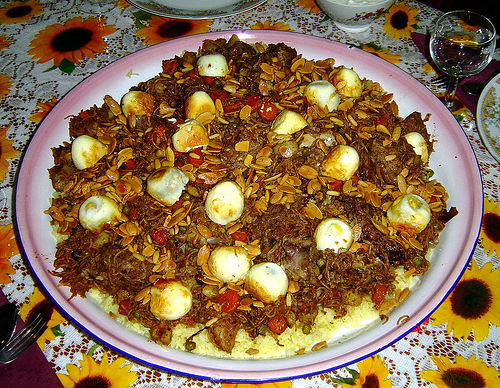
Иракское бирьяни

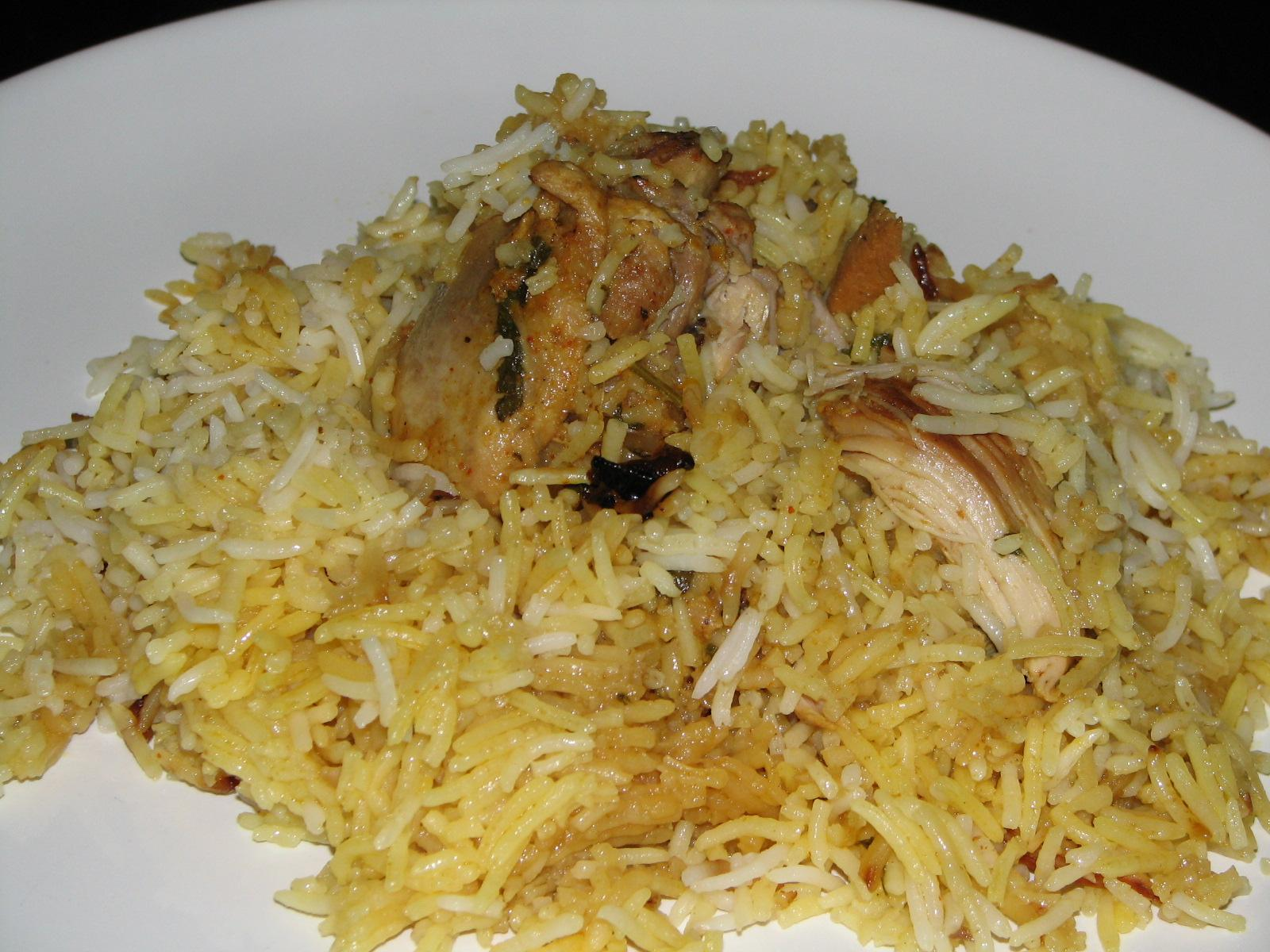
Бирьяни с куриным мясом

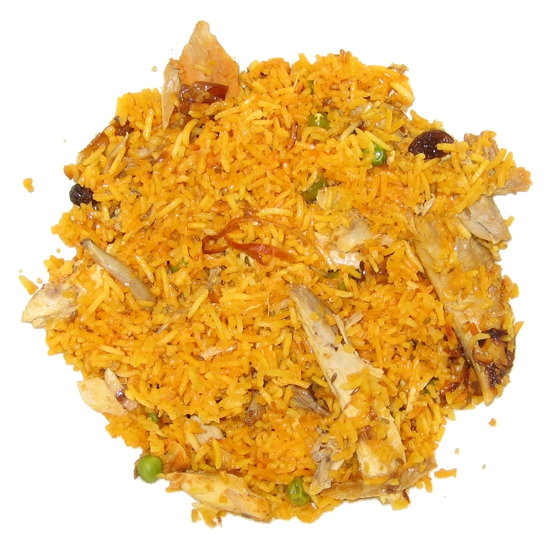
Данпаук

### Хайдарабадское бирьяни
Хайдарабадское бирьяни является невегетарианским и распространено по всей Индии. Имеется множество разновидностей этого блюда с рыбой, перепелками, зайчатиной, олениной, креветками. Наиболее известный вариант называется Kachi Akhni Biryani с маринованным мясом.

### Диндигулское бирьяни
Диндигулское бирьяни готовится из риса сорта seeraga samba и пользуется широкой популярностью в штате Тамилнад.

### Иранское бирьяни
У Сефевидов блюдо под названием «бирьян пилаф» (фарси: بریان پلو) готовилось на тандыре из маринованной баранины или курицы с подливой, пряностями, травами, сухофруктами вроде изюма, чернослива, гранатных зёрен. В качестве гарнира подавался выпаренный рис.
Более распространённое название бирьяни в Иране — Дам Пухт, что означает «приготовленный на пару». В Мьянме и некоторых других странах это название преобразовалось в данпаук.

### Синдское бирьяни
Синдское бирьяни популярно в Пакистане. На многих западных маршрутах Pakistan International Airlines подают данное блюдо, популяризируя таким образом национальную кухню.

### Калькуттское бирьяни
Одна из наиболее популярных разновидностей бирьяни получила распространение сначала в бедных районах Калькутты, поэтому мясо в ней было замещено картофелем. Сейчас обилие картофеля считается отличительной особенностью калькуттского бирьяни, что не мешает добавлению в блюда мяса.

### Данпаук
В Мьянме данное блюдо известно под названием данпаук или данбаук. Отличительной чертой является то, что рис и курица готовятся вместе. Кроме того, используются местные сорта риса, а не басмати. Другие ингредиенты включают в себя орехи кэшью, горох, изюм, йогурт, гвоздику, корицу и лавровый лист. Часто к блюду подают салат из лука и огурцов.

### Тайское бирьяни
В Таиланде популярна вариация блюда, которую называют кхау мок. Мусульманская часть населения добавляет в него козлиное мясо, однако курятина и говядина также используются в процессе приготовления.

### Шри-ланкийское бирьяни
В Шри-Ланке бирьяни наиболее популярно среди мусульман и подаётся с курятиной, говядиной или бараниной. Здесь используется гораздо больше специй, чем в большинстве индийских вариантов блюда.

### Наси-бирьяни
Это местное название блюда в Малайзии и Сингапуре. В качестве основного ингредиента используется курятина, баранина или рыба. В некоторых районах Филиппин это же блюдо известно как насин-биринги.